# Piskornia Mała
Piskornia Mała – nieoficjalna część wsi Piskornia, w Polsce położona w województwie mazowieckim, w powiecie pułtuskim, w gminie Pokrzywnica.
Piskornia Mała znajduje się w południowej części Piskorni granicząc z miejscowością Ciepielin.